# Cholomon
Cholomon eller Cholomondas (græsk: Χολομών, Χολομώντας, nogle gange translittereret som Holomontas) er et bjerg i periferien Centralmakedonien i Grækenland, der dækker næsten hele den centrale og østlige del af den regionale enhed Chalkidiki. De gamle grækere kaldte bjerget Ypison. Det er dækket af tæt egeskov og er en del af Natura 2000- netværket. Den højeste top rejser sig nordøst for Polygyros, som er hovedstaden i Chalkidiki, til 1.165 meter og er Chalkidikis højeste punkt.